# Riu Acis
Acis (en llatí: Acis, en grec antic: Ἄκις) era el nom d'un riu de Sicília que naixia al peu de l'Etna.
A la mitologia grega, el nom és famós perquè se n'explicava una llegenda referida al seu origen. El riu, segons una versió, s'hauria format amb la sang del jove Acis, amant de la nimfa Galatea, que estava enamorada sense esperança del ciclop Polifem. Aquest, gelós i violent, el va voler esclafar amb unes roques, i efectivament, el va aplanar amb una pedra i la seva sang es va convertir en el riu Acis. Una altra versió deia que Acis es va transformar en riu i així es va escapar del gegant Polifem.